# Scoglio Mingardo
Lo Scoglio Mingardo è un'isola dell'Italia, in Campania. È situato al confine fra i comuni di Centola e Camerota, presso le loro frazioni costiere di Palinuro e Marina di Camerota.

## Geografia
L'isola sorge a lato sud di Capo Palinuro, davanti alla Spiaggia Mingardo, sede della foce dell'omonimo fiume che divide i comuni di Centola e Camerota. Vicinissima a Palinuro, dista circa 6,5 km da Marina di Camerota, ed è collegata alla terraferma tramite una fettuccia sabbiosa di circa 25 metri che, similmente a Mont Saint-Michel (in Francia), tende ad inabissarsi parzialmente con l'alta marea. Lo Scoglio Mingardo fa parte della Costiera Cilentana, le cui altre isole sono, a nord, lo Scoglio Trentova, Licosa ed Il Coniglio (distante 1,7 km); ed a sud l'Isolotto dei Conigli e Lo Scialandro.